# 24210 Handsberry
24210 Handsberry è un asteroide della fascia principale. Scoperto nel 1999, presenta un'orbita caratterizzata da un semiasse maggiore pari a 2,6873071 UA e da un'eccentricità di 0,0479507, inclinata di 4,93225° rispetto all'eclittica.